# Afonso Teles de Meneses (morto em 1230)
Afonso Teles de Meneses (em castelhano: Alfonso Téllez de Meneses; m. 1230) conhecido como "o Velho", filho de Telo Peres de Meneses, foi um rico-homem castelhano que participou na decisiva Batalha de Navas de Tolosa na Reconquista, o segundo senhor de Meneses e, por meio de sua segunda esposa, o primeiro senhor de Albuquerque. Desempenhou um papel importante na crise política que se seguiu após a morte precoce e acidental de Henrique I em 1217.

## Esboço biográfico

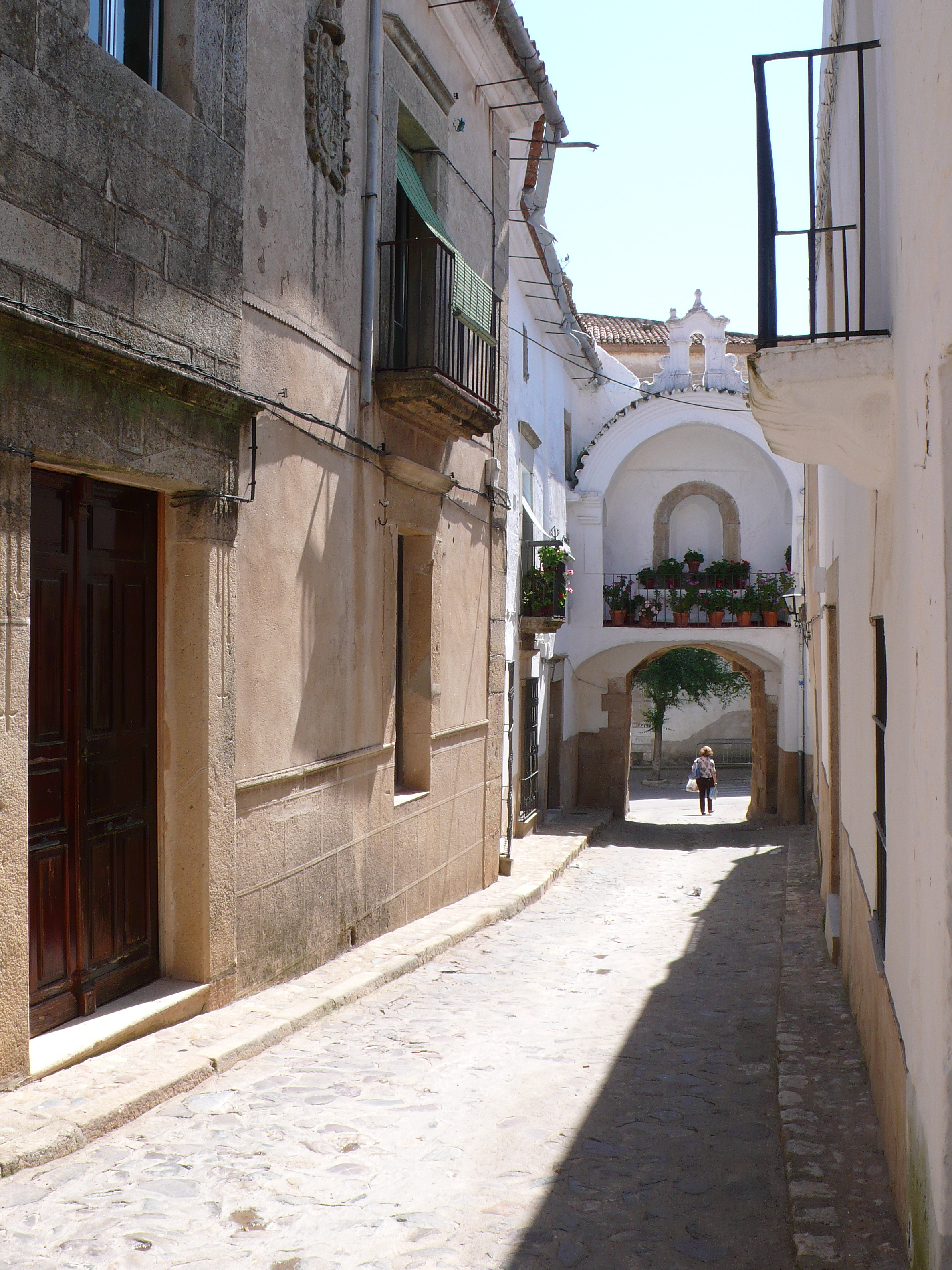
Porta da Villa de Albuquerque, senhorio de Afonso Teles de Meneses

Foi o filho de Telo Peres de Meneses, um poderoso nobre em Tierra de Campos e Cea, e de Gontrodo Garcia, membro da linhagem dos Flaínez. Governou várias tenências em diferentes periódos, incluindo Cea, Grajal, Madrid, Cabezón, Mayorga, Montealegre e Carrión de los Condes, esta última, partilhado com Gonçalo Rodrigues Girão. Foi senhor de Montalbán, de Meneses e, por meio de sua segunda esposa, o primeiro senhor de Albuquerque.
Participou no povoamento das terras do Guadiana e provavelmente teve uma relação estreita com a Ordem de Calatrava. Tinha em seu exército mercenários ultramontanos e aparece em 22 fevereiro de 1211 num documento dessa Ordem, com sua primeira esposa Elvira, trocando sua vila de Vilches com um cavalheiro inglês chamado Roberto Wallas, por umas terras em Malamoneda.
Participou, junto com seus irmãos na Batalha de Navas de Tolosa em 1212.
Desempenhou um papel importante na crise política que se seguiu após a morte precoce e acidental de Henrique I em 1217. Defendiou os castelos de Montealegre e de Villalba de Alcor.
Em 1213, o rei Afonso VIII doou a vila de Palazuelos a Afonso que fundou o Mosteiro de Palazuelos destinado à Ordem de Cister para comemorar a batalha de Navas de Tolosa..
O rei Sancho I tinha dado a vila de Alburquerque a sua filha Teresa Sanches como parte do dote para seu casamento com Afonso que tinha que conquistar e povoar esta vila. Cerca de 1218, Afonso construiu um castelo  depois de conquistar Albuquerque e, em 1225, o Papa Honório III emitiu uma bula pontifícia à Ordem de Santiago pedindo que, se os sarracenos sitiaram a fortaleza, os cavaleiros da Ordem deverian defendê-la.
Além disso, em 1226, Afonso fundou um hospital "para a redenção dos cativos" em Talavera, estipulando que quando não houvesse cativos, deveria ser destinado para "uso e alimento dos pobres." Em seguida, encarregou o hospital à Ordem de Santiago.
Afonso Teles de Meneses morreu em 1230 quando acompanhava ao rei Fernando III a Leão. Foi enterrado no Mosteiro de Palazuelos que tinha fundado. O epitáfio na igreja do mosteiro copiado por Gonzalo Argote de Molina diz:
OBIIT ALPHONSUS TELLI/NOBILIS AMATOR TOTIUS BONITATIS/FACTOR ISTIUS MONASTERII/ERA MCCLXVIII

## Matrimónio e descendência

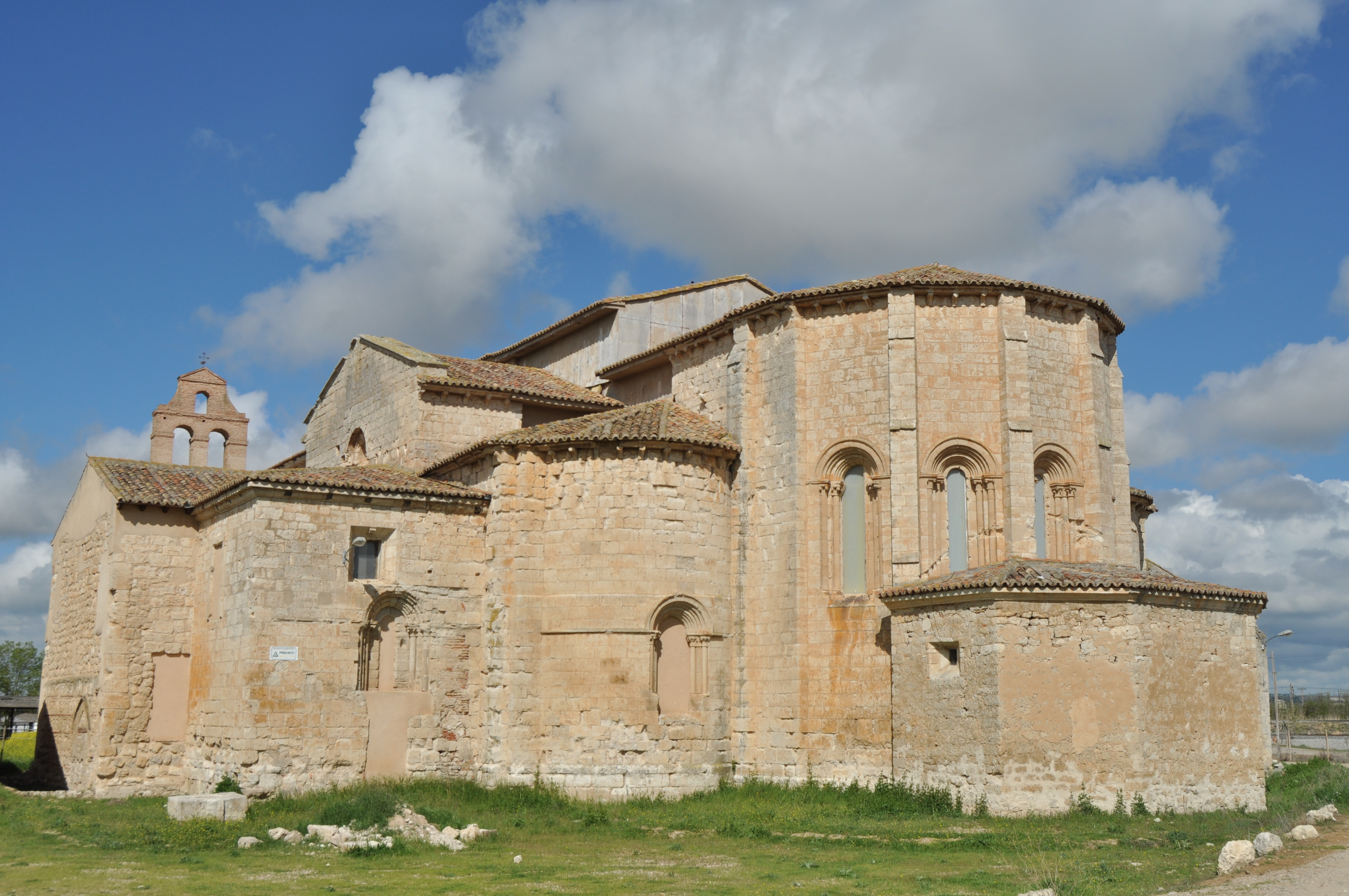
Mosteiro de Santa María de Palazuelos (Corcos), fundado por Afonso Teles de Meneses onde foi enterrado ele e vários de seus descendentes.

Casou por duas vezes, a primeira com Elvira Rodrigues Girão (m. 1211), filha de Rodrigo Guterres Girão  e de Maria de Guzman, de quem teve:
- Telo Afonso Teles de Meneses (m. depois de 1232), III senhor de Meneses, casou com Beatriz de Castela, filha do infante Fadrique e neta do rei Fernando III. Não tinha filhos e morreu antes de seu irmão Afonso, que deixou como chefe do governo de Córdova e o senhorio de Meneses.[15]
- Afonso Teles, 4.º Senhor de Meneses (m. ca. 1257), IV senhor de Meneses casou com  Maria Anes de Lima, a filha de João Fernandes de Lima, o Bom e de Maria Pais Ribeira, a Ribeirinha.[11][a] Foram os pais de quatro filhos, incluindo Maior Afonso de Meneses, a esposa do infante Afonso de Molina, os país da rainha Maria de Molina.[16]
- Maior Afonso de Meneses, esposa de Rodrigo Gomes de Trava,[6][11]
- Teresa Afonso de Meneses (m. depois de 1259) casou com Mem Gonçalves de Sousa.[11][12] Uma filha deste casamento, Maria Mendes de Sousa, casou com Martim Afonso de Leão, filho ilegítimo do rei Afonso IX e de Teresa Gil de Soverosa, filha de Gil Vasques de Soverosa. Maria e Martim foram os fundadores do Mosteiro de Sancti Spiritus da Ordem de Santiago em Salamanca.

Afonso contraiu um segundo casamento entre Fevereiro de 1211, o ano da morte de sua primeira esposa, e antes de Julho de 1213 quando aparece casado com a infanta Teresa Sanches,[b][c] filha bastarda do rei Sancho I de Portugal e de Maria Pais Ribeira a Ribeirinha, de quem teve: 
- João Afonso Telo de Meneses (m. 1268), II senhor de Albuquerque[1][19][20] casou com Elvira Gonzalez Girão.[21]
- Martim Afonso Telo de Meneses (m. 1285/1287)[22][23] casou com Mécia.[d] Foi um rico-homem durante o reinado de Afonso III entre 1255 e 1280.[1]
- Afonso Telo de Meneses (m. depois de 1257), O Tição , também chamado Afonso Afonso de Meneses, casou com Maior Gonzalez Girão, filha de Gonçalo Rodrigues Girão e de Sancha Rodriguez, de quem teve uma filha.  Também teve um filho ilegítimo de mãe desconhecida.[1]
- Maria Afonso de Meneses, mencionada no testamento de seu irmão Martim, foi abadessa no Mosteiro de Santa María la Real de Gradefes que foi fundado pela sua bisavó Teresa Peres, a mãe de Gontrodo Garcia, a esposa de Telo Peres de Meneses.[24]